# 11100 Lai
11100 Lai è un asteroide della fascia principale. Scoperto nel 1995, presenta un'orbita caratterizzata da un semiasse maggiore pari a 2,4272382 UA e da un'eccentricità di 0,1726509, inclinata di 10,19408° rispetto all'eclittica.
L'asteroide è dedicato all'astronomo italiano Luciano Lai.